# پایگاه هوایی وارنس
پایگاه هوایی وارنس (به انگلیسی: Værnes Air Station) (به زبان بومی: Værnes flystasjon) یک فرودگاه با کد یاتا TRD است که یک باند فرود آسفالت دارد و طول باند آن ۲۷۵۹ متر است. این فرودگاه در کشور نروژ قرار دارد و در ارتفاع ۱۷ متری از سطح دریا واقع شده است.